# Hnojůvka
Hnojůvka je tekutina, která vytéká z hnoje. Jedná se o směs dešťové vody obohacenou o mikroorganismy z hnoje. Tím se také zásadně liší od močůvky, která je většinou bez mikroorganismů. Obsah hnojůvky je mezi 8 a 20 procenty z uloženého množství mrvy. Průměrný obsah živin v hnojůvce je 0,14% N, 0,58% K, 0,01% P.
Současné zákony ČR a směrnice EEC nedovolují hnojůvku volně vypouštět do půdy, ale musí být zachycována a dále zpracovávána.